# Breaksea Island
Breaksea Island är en ö i Australien. Den ligger i delstaten Western Australia, omkring 400 kilometer sydost om delstatshuvudstaden Perth. Arean är 1,3 kvadratkilometer. Den sträcker sig 0,8 kilometer i nord-sydlig riktning, och 2,9 kilometer i öst-västlig riktning.
Genomsnittlig årsnederbörd är 881 millimeter. Den regnigaste månaden är september, med i genomsnitt 134 mm nederbörd, och den torraste är februari, med 21 mm nederbörd.